# Костел святого Миколая i Різдва Пресвятої Діви Марії (Глибочок)
Костел святого Миколая i Різдва Пресвятої Діви Марії в Глибочку — культова споруда, римсько-католицький храм у селі Глибочку Борщівської громади Чортківського району Тернопільської области України. Пам'ятка архітектури місцевого значення.

## Історія
- 1866 — споруджено філіальний мурований костел.
- 1867 — засновано парафіяльну експозитуру.
- 1878 — відбулося формальне утворення самостійної парафії.

До 1992 року храм використовувався, як музей атеїзму.